# Audrey Wasilewski
Audrey Wasilewski (* 25. September 1967 in Pennsylvania) ist eine US-amerikanische Schauspielerin und Synchronsprecherin. Internationale Bekanntheit erlangte sie durch Rollen in Filmen wie Peace Virus – Die Bedrohung, Garfield – Fett im Leben, Hesher – Der Rebell oder Mosquito State.

## Leben und Karriere
Die 1967 im Bundesstaat Pennsylvania geborene Audrey Wasilewski begann ihre Darstellerlaufbahn kontinuierlich im Jahre 1997. Zuvor hatte sie bereits 1987 und 1994 ihre Stimme zweimal für ausländische Produktionen für die Synchronisation zur Verfügung gestellt. Im Kino sah man sie zumeist in kleineren Nebenrollen. Markantere Auftritte hatte sie im Jahr 2002 in John Murlowskis Science-Fiction-Film Peace Virus – Die Bedrohung, 2010 in Spencer Sussers Kriminaldrama Hesher – Der Rebell mit Joseph Gordon-Levitt, in Thomas Johnstons Komödie About Fifty, 2014 in Sean Hanishs Filmdrama Return to Zero, 2017 in Trevor Whites Thriller A Crooked Somebody oder 2020 in Filip Jan Rymszas Film Mosquito State der bei den Internationalen Filmfestspielen von Venedig seine Uraufführung feierte. Dort spielte sie im Ensemble um Beau Knapp, Charlotte Vega, Jack Kesy,  Olivier Martinez und Daisy Bishop.
Neben dem Film hat auch sie auch in zahlreichen Fernsehfilmen und Fernsehserien mitgespielt, unter anderem in Big Love oder Mad Men. Darüber hinaus arbeitet sie häufig als Synchronsprecherin für Zeichentrickfilme und Serien wie Teenage Robot oder Die Brot-Piloten. Ferner ist sie auch als Theaterschauspielerin aktiv, wie 2003 in Eric Houstons Theaterstück Weight on the Roof am Court Theatre in West Hollywood.
Seit 1993 ist sie mit dem Schauspieler Lyle Kanouse verheiratet.

## Filmografie (Auswahl)

### Spielfilme
- 1999: Get The Dog – Verrückt nach Liebe (Lost & Found)
- 2002: Peace Virus – Die Bedrohung (Terminal Error)
- 2003: Carolina – Auf der Suche nach Mr. Perfect (Carolina)
- 2004: Anatomie einer Entführung (The Clearing)
- 2005: Miss Undercover 2 – Fabelhaft und bewaffnet (Miss Congeniality 2: Armed & Fabulous)
- 2005: American Gun
- 2007: Year of the Dog
- 2007: Garfield – Fett im Leben (Garfield Gets Real)
- 2008: Sieben Leben (Seven Pounds)
- 2009: Saving Grace B. Jones
- 2009: Bottleworld
- 2010: Hesher – Der Rebell (Hesher)
- 2010: The Space Between
- 2010: R.E.D. – Älter, Härter, Besser (RED)
- 2011: About Fifty
- 2012: Santa Pfote 2 – Die Weihnachts-Welpen (Santa Paws 2: The Santa Pups)
- 2014: Return to Zero
- 2014: The Boxcar Children
- 2017: Sequence Break
- 2017: A Crooked Somebody
- 2018: Hotel Transsilvanien 3 – Ein Monster Urlaub (Hotel Transylvania 3: Summer Vacation)
- 2020: Mosquito State
- 2022: Everything Everywhere All at Once
- 2023: Fancy Dance

### Fernsehen
- 1998: Push (Fernsehserie, 8 Episoden)
- 2001: Charmed – Zauberhafte Hexen (Folge 3x11)
- 2003: Out of Order (Fernsehminiserie, 6 Episoden)
- 2003–2007: Teenage Robot (My Life as a Teenage Robot) (Fernsehserie, 37 Episoden)
- 2006–2011: Big Love (Fernsehserie, 21 Episoden)
- 2008–2010: Mad Men (Fernsehserie, 7 Episoden)
- 2010: Cinderella Love Story (Lying to Be Perfect) (Fernsehfilm)
- 2014–2016: Die Brot-Piloten (Breadwinners) (Fernsehserie, 7 Episoden)
- 2022–2024: Alice in der Wunderland-Bäckerei (Fernsehserie, Stimme, 41 Episoden)
- 2023: Navy CIS: L.A. (Fernsehserie, 1 Episode)